# ريتشارد جي. اندروز
ريتشارد جي. اندروز (بالإنجليزية: Richard G. Andrews)‏ هو قاضي ومحامي أمريكي، ولد في 22 ديسمبر 1955 في مانشستر في المملكة المتحدة.